# Michel Sardaby
Michel Sardaby (Fort-de-France (Martinique), 4 september 1935 – Parijs, 6 december 2023) was een Franse jazzpianist en componist.

## Levensloop
Sardaby leerde als vijfjarige pianospelen, en speelde als kind in de lokaliteit van zijn vader in Fort-de-France. Hij studeerde in Parijs, aan de École Boulle (diploma in 1956). Daarna werkte hij als professioneel jazzpianist. In de jaren zestig werkte hij met bluesmusici als Sonny Boy Williamson en T-Bone Walker. In 1969 kwam zijn eerste album Five Cat`s Blues uit met vijf eigen composities.
In 1970 kwam zijn tweede album Night Cap uit, een plaat met eigen composities alsook een interpretatie van Duke Ellington's Satin Doll. Zijn begeleiders op deze plaat waren Percy Heath en Connie Kay. In 1974 nam hij het album Gail op met medewerking van bassist Richard Davis en drummer Billy Hart. Sardaby speelde hierbij zowel akoestische piano als Fender-Rhodes-piano. Voor deze plaat kreeg hij in 1976 een Prix Boris Vian.
In 1985 begon hij een duo met Monty Alexander (Caribbean Duet). Vanaf de jaren negentig nam Sardaby een reeks albums op voor het label Sound Hills, waaronder de kwintet-plaat Straight On. Andere albums van Sardaby waren At Home – A Tribute to My Father en Night in Paris.
In de loop van zijn carrière speelde Sardaby met in Parijs optredende Amerikaanse musici als Kenny Clarke, Dexter Gordon, Dizzy Gillespie, Bill Coleman, Johnny Griffin, Clark Terry, Dee Dee Bridgewater, Art Farmer en Philly Joe Jones. Volgens Richard Cook en Brian Morton is Sardaby's spel beïnvloed door John Lewis en Martial Solal.
Sardaby overleed in december 2023 op 88-jarige leeftijd in Parijs.

## Discografie (selectie)
- Five Cat's Blues (President 1969)
- Night Cap (Sound Hills, 1970)
- Gail (1974)
- Night Blossom (DIW Records, 1990)
- Straight On (Sound Hills, 1993) met Tony Reedus
- Michel Sardaby in New York (Sound Hills, 2003)
- At Home-Tribute to My Father (Sound Hills, 2004) met o.a. Ray Drummond
- Night in Paris (Universal, 2006)